# Billy Pierce (zapaśnik)

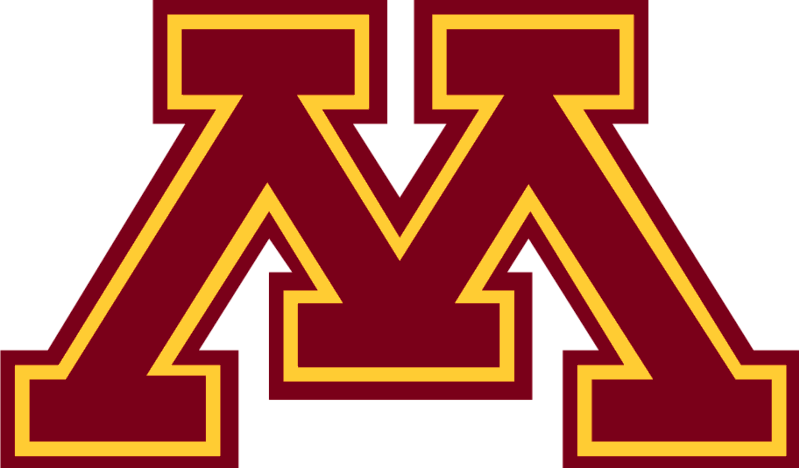
Zawodnik Minnesota Golden Gophers

Billy Pierce (ur. 23 maja 1973) – amerykański zapaśnik w stylu wolnym. Brązowy medalista mistrzostw panamerykańskich w 1997 roku.
Zawodnik Roosevelt High School z Minneapolis i University of Minnesota. Trzy razy All-American (1993, 1995, 1996) w NCAA Division I, piąty w 1993; szósty w 1995 i 1996, zwycięzca Big Ten w 1993 roku.